# Johan Kjeldahl

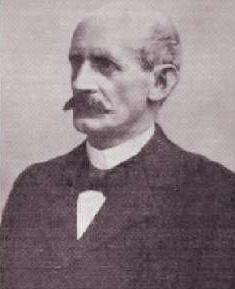
Johan Gustav Kjeldahl

Johan Gustav Kjeldahl (16 sierpnia 1849 w Jægerspris, zm. 18 lipca 1900 w Tisvilde, w duńskiej gminie Gribskov) – duński chemik.

## Działalność naukowo-badawcza
Zajmował się badaniem procesu fermentacji. W 1883 roku opracował metodę ilościowego oznaczania niektórych postaci azotu w związkach organicznych, nazwaną od jego nazwiska metodą Kjeldahla. W terminologii hydrochemicznej postać azotu dająca się oznaczyć przy użyciu metody Kjeldahla jest nazywana azotem Kjeldahla.
Kjeldahl pracował w instytucie badawczym Carlsberg Laboratory w Kopenhadze, założonym przez właściciela browaru Carlsberg Jacoba Christiana Jacobsena. W latach 1876–1900 był szefem działu chemicznego w tym instytucie.